# 2015 Warped Tour Compilation
2015 Warped Tour Compilation è la diciottesima raccolta del Warped Tour, pubblicata il 16 giugno 2015 dalla SideOneDummy Records. La copertina ritrae Vic Fuentes dei Pierce the Veil durante un'esibizione dal vivo.

## Tracce
CD 1
1. Pierce the Veil – A Match into Water
2. Riff Raff – Tip Toe Wing in My Jawwwdinz
3. PVRIS – My House
4. As It Is – Cheap Shots & Setbacks
5. Black Veil Brides – Crown of Thorns
6. August Burns Red – The Wake
7. We Came as Romans – Regenerate
8. Blessthefall – Youngbloods
9. Memphis May Fire – My Generation
10. Miss May I – Gone
11. The Amity Affliction – Donit Lean on Me
12. Silverstein – A Midwestern State of Emergency
13. I Killed the Prom Queen – Thirty-One & Sevens
14. 68 – The Human Calculus
15. Senses Fail – All You Need Is Already Within You
16. H2O – Nothing to Prove
17. Beartooth – Dead
18. Rotting Out – Born
19. Fit for a King – Hooked
20. Hundredth – See Beyond
21. Handguns – Heart vs. Head
22. Beautiful Bodies – Invincible
23. Slaves – Starving for Friends (feat. Vic Fuentes)
24. Our Last Night – I've Never Felt This Way
25. Koo Koo Kanga Roo – Fanny Pack

CD 2
1. The Wonder Years – There, There
2. Pup – Reservoir
3. Citizen – Cement
4. Moose Blood – Bukowski
5. Knuckle Puck – Bedford Falls
6. Mod Sun – My Hippy (feat. Dizzy Wright)
7. Man Overboard – Let It Go Back
8. Neck Deep – Mileage
9. Never Shout Never – Boom!
10. Metro Station – Savior
11. Baby Baby – Circus
12. Lee Corey Oswald – Always Never
13. The Dirty Nil – Nicotine
14. Major League – Kaleidoscopes
15. Seaway – Your Best Friend
16. Have Mercy – Howl
17. This Wild Life – No More Bad Days
18. Trophy Eyes – My Name On Paper
19. Set It Off – Forever Stuck in Our Youth
20. Hands Like Houses – I Am
21. Being as an Ocean – The Poets Cry for More
22. Candy Hearts – All the Ways You Let Me Down
23. MC Lars – Never Afraid (feat. Watsky)
24. Kosha Dillz – Hangin Out
25. New Beat Fund – Sunday Funday

## Classifiche
| Classifica (2015)         | Posizione massima |
| ------------------------- | ----------------- |
| Stati Uniti               | 94                |
| Stati Uniti (alternative) | 15                |
| Stati Uniti (hard rock)   | 1                 |
| Stati Uniti (rock)        | 14                |